# Salonwagen Sa 22

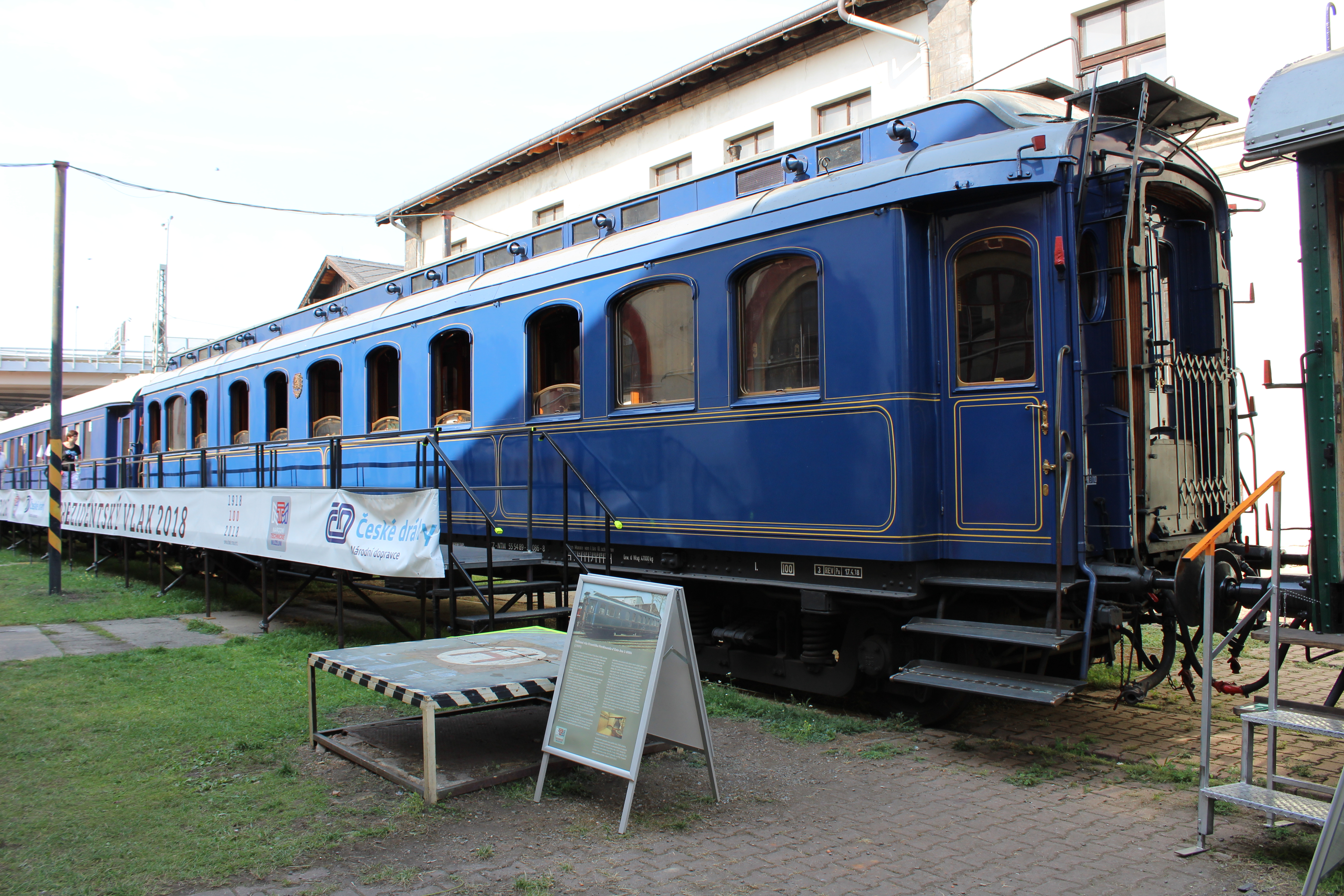
Der Sa 22 im heutigen Zustand

Der Sa 22 ist ein 1909 für Erzherzog Franz Ferdinand von Österreich-Este gebauter Salonwagen. Ursprünglich Teil des k.k. Hofzuges diente er ab 1923 im Regierungszug der Tschechoslowakei und ist heute im Besitz des Technischen Nationalmuseums Prag (NTM).
Ursprünglich die Nummer Sa 22 bzw. bei seiner Eingliederung in den Hofzug Hz 0014 tragend, erhielt der bei den k.k. Staatsbahnen eingestellte Wagen im Jahr 1911 die Bezeichnung Sa 506. Die ČSD führten das Fahrzeug später als Aaz 1-0084, später Aza 1-0086. Heute ist die offizielle Nummer 55 54 89-20 am Fahrzeug angeschrieben, dazu die historische Bezeichnung Salon 22.

## Geschichte

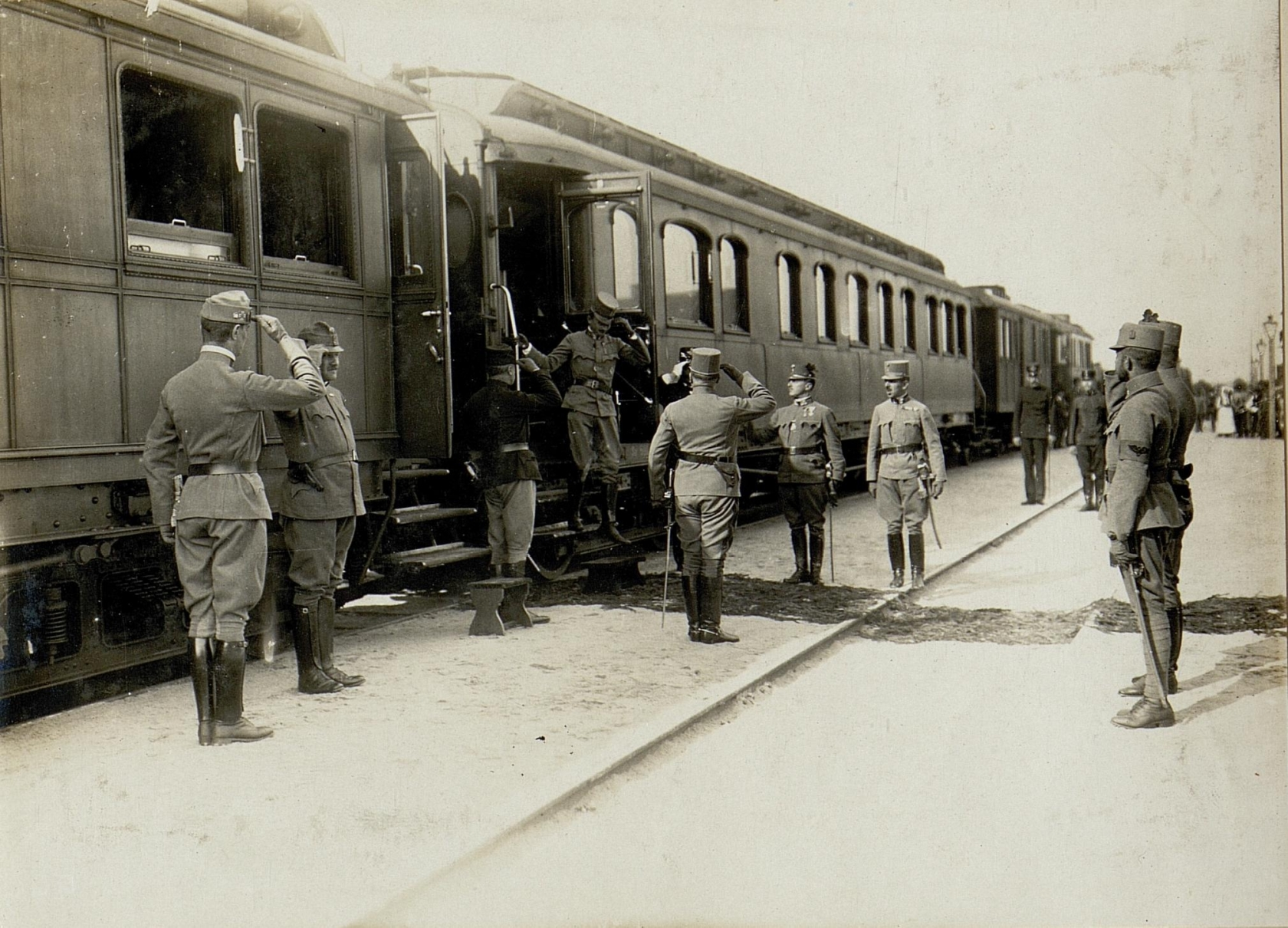
Erzherzog Karl entsteigt Sa 506 (1916)

Der Wagen wurde 1909 von den Prager Ringhoffer-Werken unter der Fabriknummer 78000 gebaut. Der zu dieser Zeit beim böhmischen Hochadel sehr beliebte Architekt Jiří Stibral gestaltete das Innere des Salonwagens ganz nach den Wünschen Franz Ferdinands im Stil des englischen Klassizismus. Die Inneneinrichtung wurde größtenteils unverändert aus dem Vorgängerfahrzeug – ebenfalls von Stibral entworfen – übernommen.

Dieser nutzte den Wagen erstmals am 19. April 1910 und in Folge oftmals für private und offizielle Reisen. Auf der letzten Reise des Erzherzogs und seiner Gemahlin Sophie von Hohenberg nach Sarajevo lief der Wagen allerdings bereits bei der Ankunft im Bahnhof Chlumetz heiß und musste abgestellt werden. Franz Ferdinand soll den bereits von Weitem mit einer Rauchfahne sichtbaren Wagen seiner Frau gegenüber folgendermaßen kommentiert haben: 
Siehst Du, so fängt es an, zuerst heißgelaufener Wagen, dann ein Attentat in Sarajevo, und wenn alles nichts hilft, eine Explosion am Viribus.
Der Wagen wurde umgehend repariert und nach Triest nachgeführt, wo sich allerdings das Missgeschick mit dem Heißläufer bei der Überführung der Särge des inzwischen ermordeten Thronfolgerpaares wiederholte, so dass das Fahrzeug in Triest zurückbleiben musste.

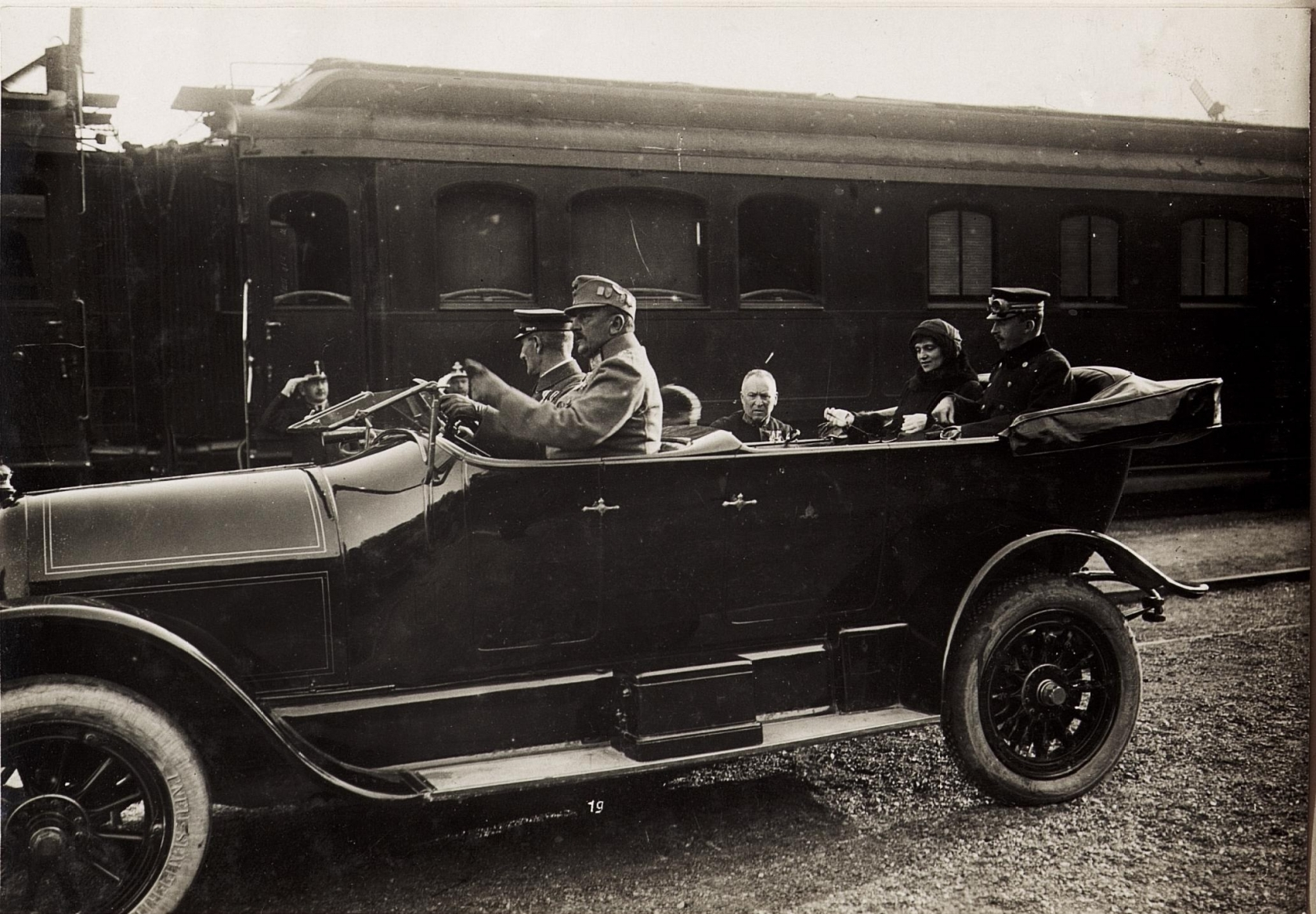
Kaiser Karl und Kaiserin Zita vor dem Salonwagen (1. Juni 1917)

Nach der Ermordung Franz Ferdinands wurde der Wagen seinem Nachfolger Erzherzog Karl zur Verfügung gestellt, der ihn – obwohl er seit 1913 über einen eigenen Salonwagen verfügte – auch nach seiner Thronbesteigung als Hofsalonwagen oftmals zu Reisen wie u. a. Inspektionsfahrten an die Front nutzte. Auch zum Staatsbesuch in Konstantinopel 1917 reisten Kaiser Karl und Kaiserin Zita in diesem Wagen.
Nach dem Untergang der Donaumonarchie forderte die neu entstandene Tschechoslowakei den Wagen 1919 für ihren Regierungszug und erhielt ihn im Zuge der Fahrzeugaufteilung der ehemaligen k.k. Staatsbahnen zugesprochen. Er wurde hauptuntersucht und diente erstmals im Oktober 1923 dem Staatspräsidenten Tomáš Garrigue Masaryk zur Reise nach Paris und Brüssel. Der Salonwagen diente fortan sowohl tschechoslowakischen Politikern wie auch ausländischen Notablen als Transportmittel, beispielsweise reisten sowohl Außenminister Edvard Beneš als auch Marschall Pétain und Reichsprotektor Konstantin von Neurath in diesem Wagen. Auch Emil Hácha fuhr am 14. März 1939 in Salon 22 zu seinem Besuch bei Adolf Hitler nach Berlin.
Das Fahrzeug diente anschließend noch bis 1966 im Regierungszug der ab 1948 kommunistischen Regierung.

### Verbleib
Ab 1971 war der der Wagen im Besitz des NTM. Gelegentlich wurde der Wagen in den folgenden Jahrzehnten bei Eisenbahnjubiläen und Ausstellungen gezeigt, nach jahrelanger Abstellung in den Depots des NTM wurde das Fahrzeug schließlich ab Oktober 2009 bei der Firma Olpas Moravia umfassend saniert. Das Fahrzeug erhielt dabei das Aussehen nach der Übernahme durch die Tschechoslowakei 1924. Die betriebsfähige Aufarbeitung unter den Aspekten des Denkmalschutzes bereitete allerdings einige Schwierigkeiten, da der hölzerne Wagenkasten zuletzt in den 1930er Jahren hauptuntersucht worden war. Die fragile Konstruktion bedingte den Austausch morscher Hölzer durch neu angefertigte Teile, die blecherne Außenhaut musste aus Rücksicht auf das trockene Holz des alten Wagenkastens geklebt statt geschweißt werden.
Seit 2010 ist der Wagen wieder betriebsfähig und wird bei Ausstellungen gezeigt und in Sonderzügen befördert. Beispielsweise transportierte er 2016 den österreichischen Bundespräsidenten Heinz Fischer bei seinem Abschiedsbesuch bei Miloš Zeman in Schloss Lány.

## Technische Merkmale

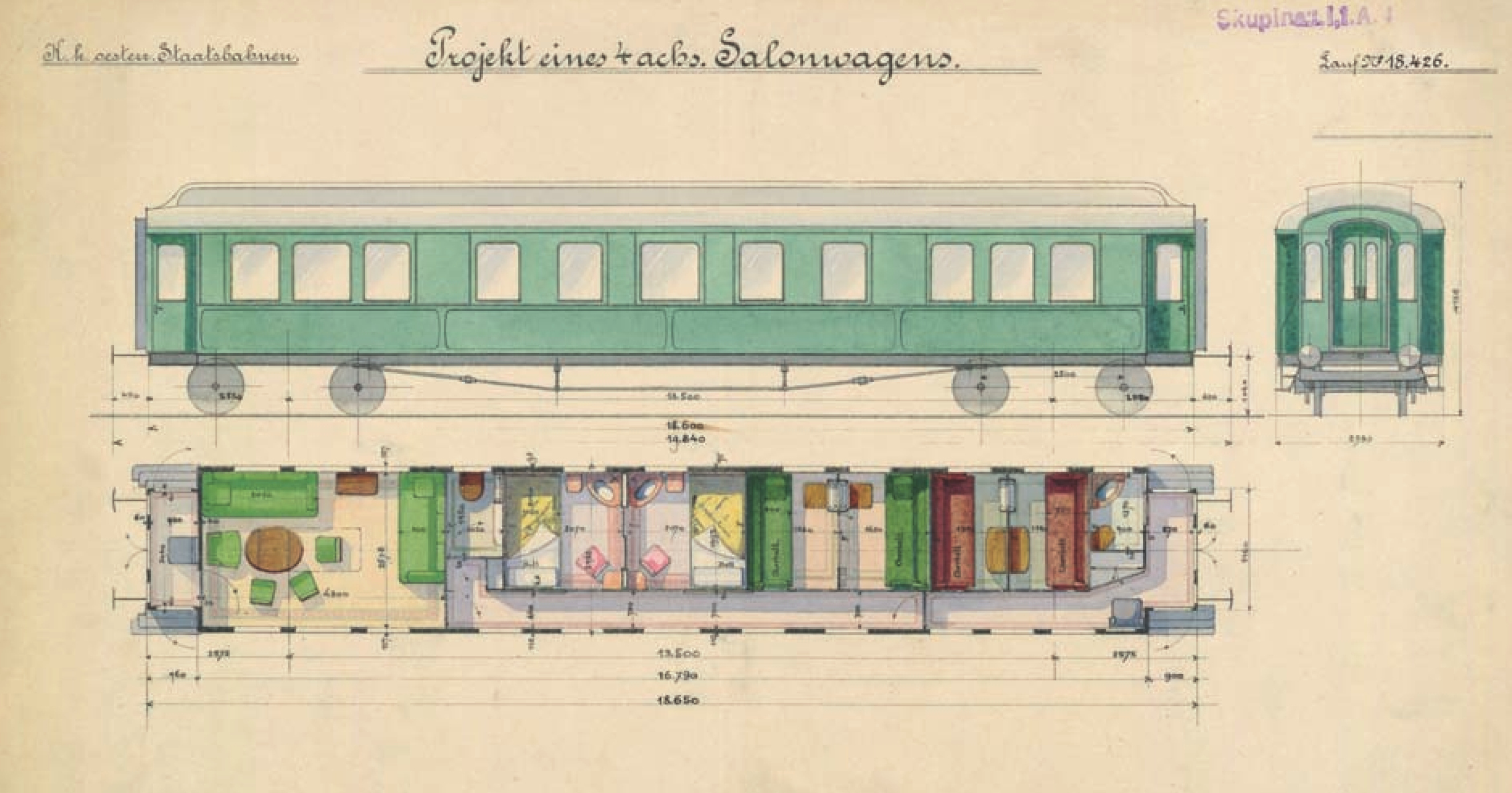
Entwurfskizze für den Salonwagen von 1909

Die Konstruktion folgte den von Karl Gölsdorf vorgegebenen Normalien für vierachsige Schnellzugswagen der kkStB, ein eisernes Untergestell mit einer Länge von 18.700 mm und einem Drehzapfenabstand von 13.500 mm trägt einen aus Holz gebauten Wagenkasten mit äußerer Blechverkleidung und Laternendach. Der Wagen ist über Puffer 19.940 mm lang, 2.950 mm breit und über alles 4.230 mm hoch. Das Gesamtgewicht beträgt 47 Tonnen. Die beiden Drehgestelle nach Normierung Ia besitzen einen Achsstand von 2.500 mm, sie wurden 1946 durch zwei Schwanenhals-Drehgestelle gleichen Achsstandes ersetzt.
Der Wagen war ursprünglich mit einer automatischen Saugluftbremse Bauart Hardy sowie für den internationalen Verkehr mit der Westinghouse-Druckluftbremse und der Henry-Doppelbremse ausgestattet. Daneben gibt es noch eine händisch betätigte Feststellbremse. Das Fahrzeug verfügte ferner über Faltenbalg-Übergänge, Dampfheizung und ursprünglich über elektrische Beleuchtung System Dick mit 31 Glühlampen. Neben einer elektrischen Signalglocke für den Diener war auch bereits ein Ventilator im Salon vorhanden.
Der Innenraum blieb im Wesentlichen im Aussehen bis heute original und wurde nur minimal verändert, er besteht aus einem Salon, zwei Schlafcoupés mit Waschbecken, zwei Abteilen für die Begleitung, zwei Diener-Abteilen sowie zwei Toiletten. Den in der Sammlung des Technischen Museums in Wien erhaltenen Werkfotos nach war zudem noch eine Pantry zur Verpflegung der Reisenden an der rückwärtigen Plattform eingebaut.
Es herrscht Unklarheit, ob der Wagen bei seiner Ablieferung blau lackiert gewesen ist. Gesichert ist eine grüne Lackierung aus seiner Zeit im k.k. Hofzug, nach der Übernahme durch die Tschechoslowakei erhielt der Wagen die bis heute benützte königsblaue Farbgebung. Ursprünglich trug das Fahrzeug keinerlei Insignien, erst ab 1924 erhielt er das tschechoslowakische Staatswappen auf den Seitenwänden.

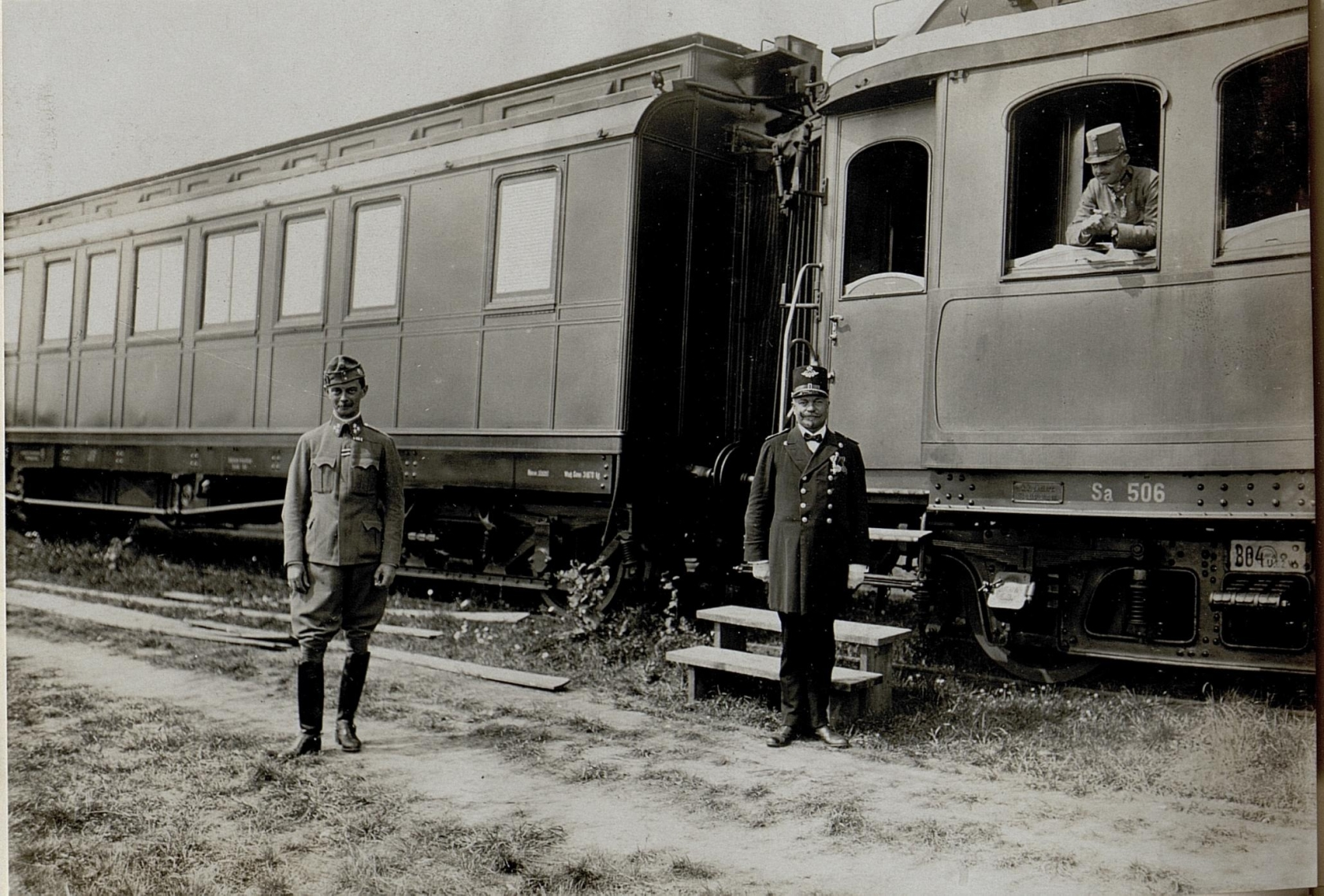
Karl am Fenster von Sa 506 (25. August 1916)
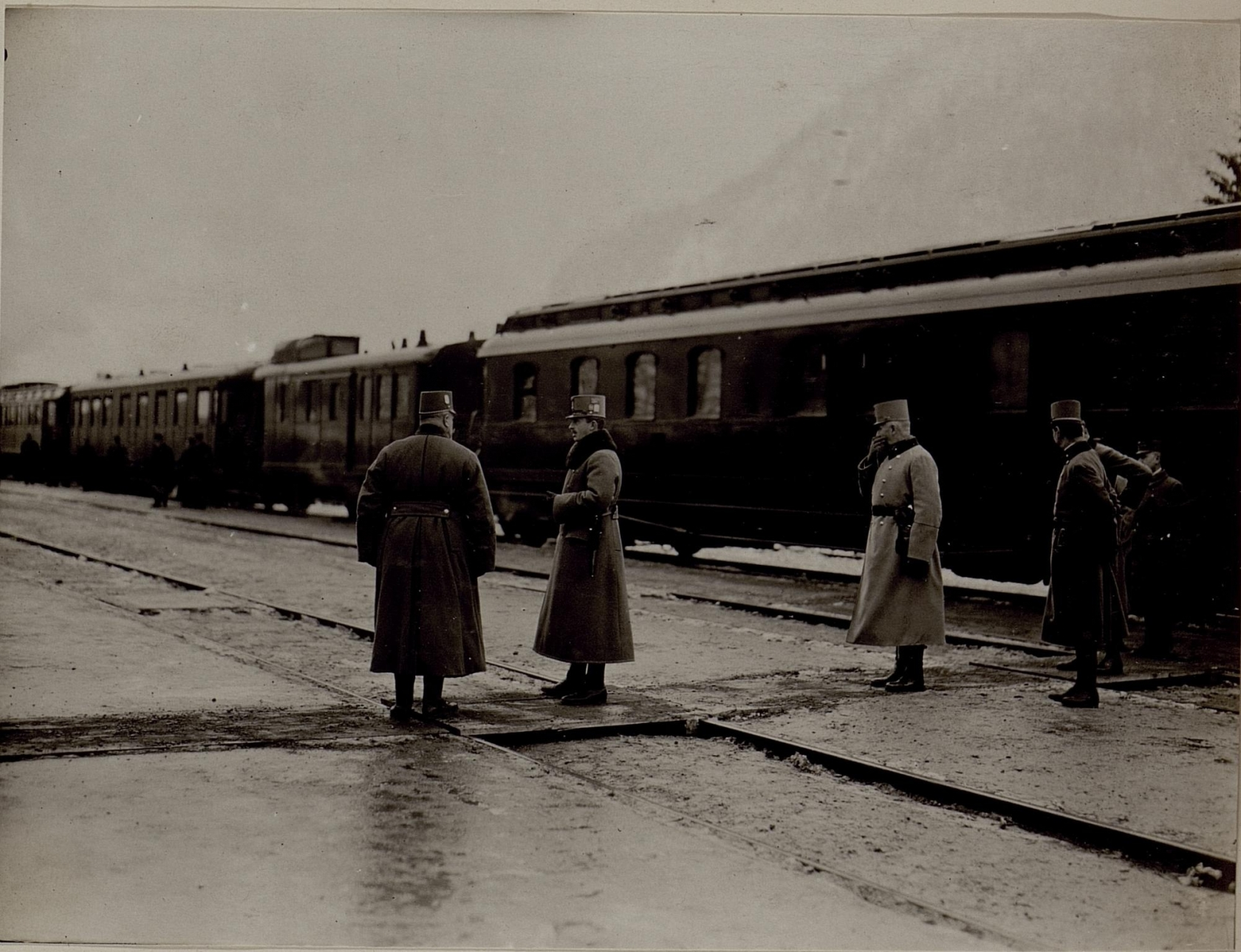
Besuch von Kaiser Karl in Oberdrauburg (Dezember 1916)
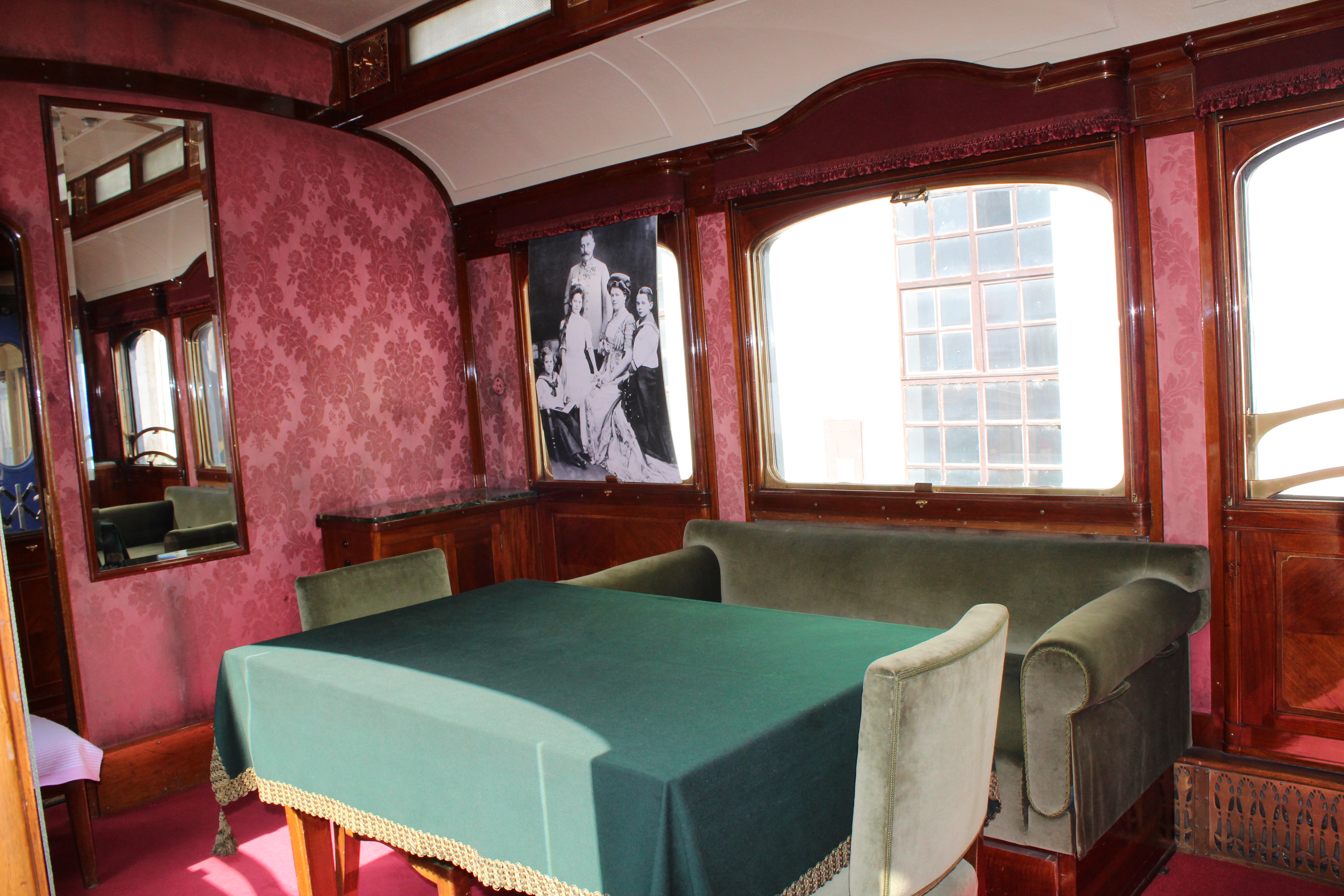
Salon
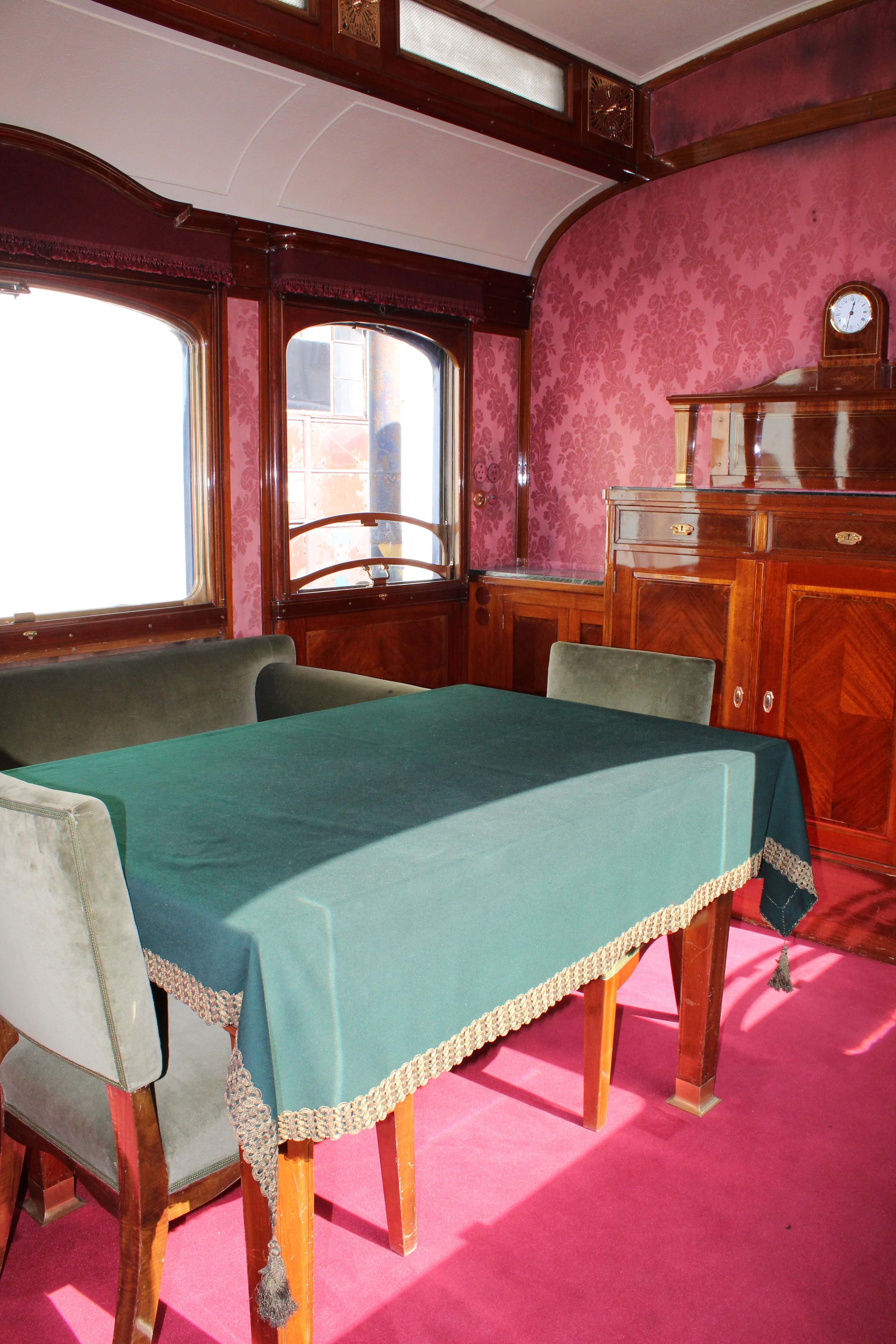
Salon
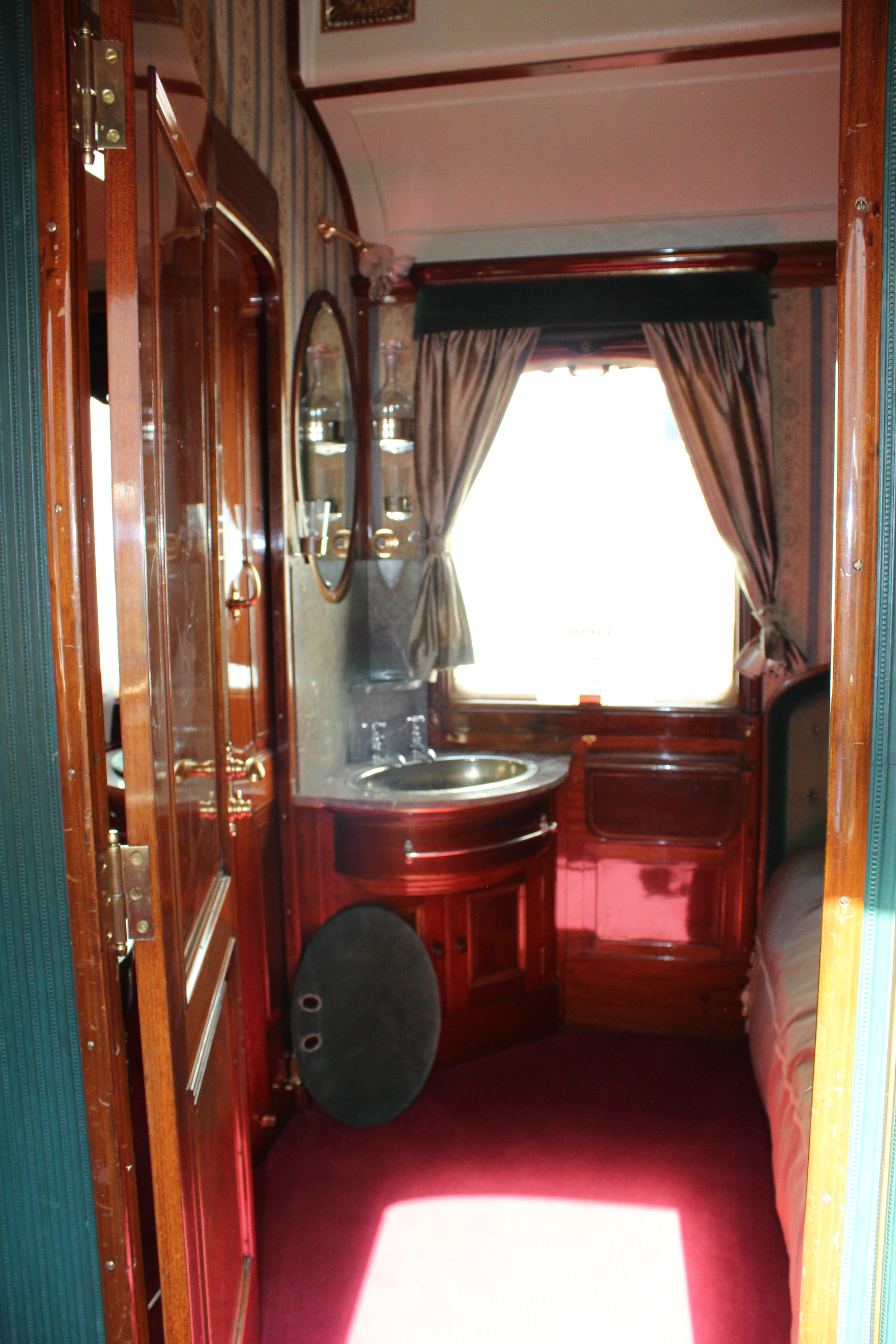
Coupé der Herzogin von Hohenberg
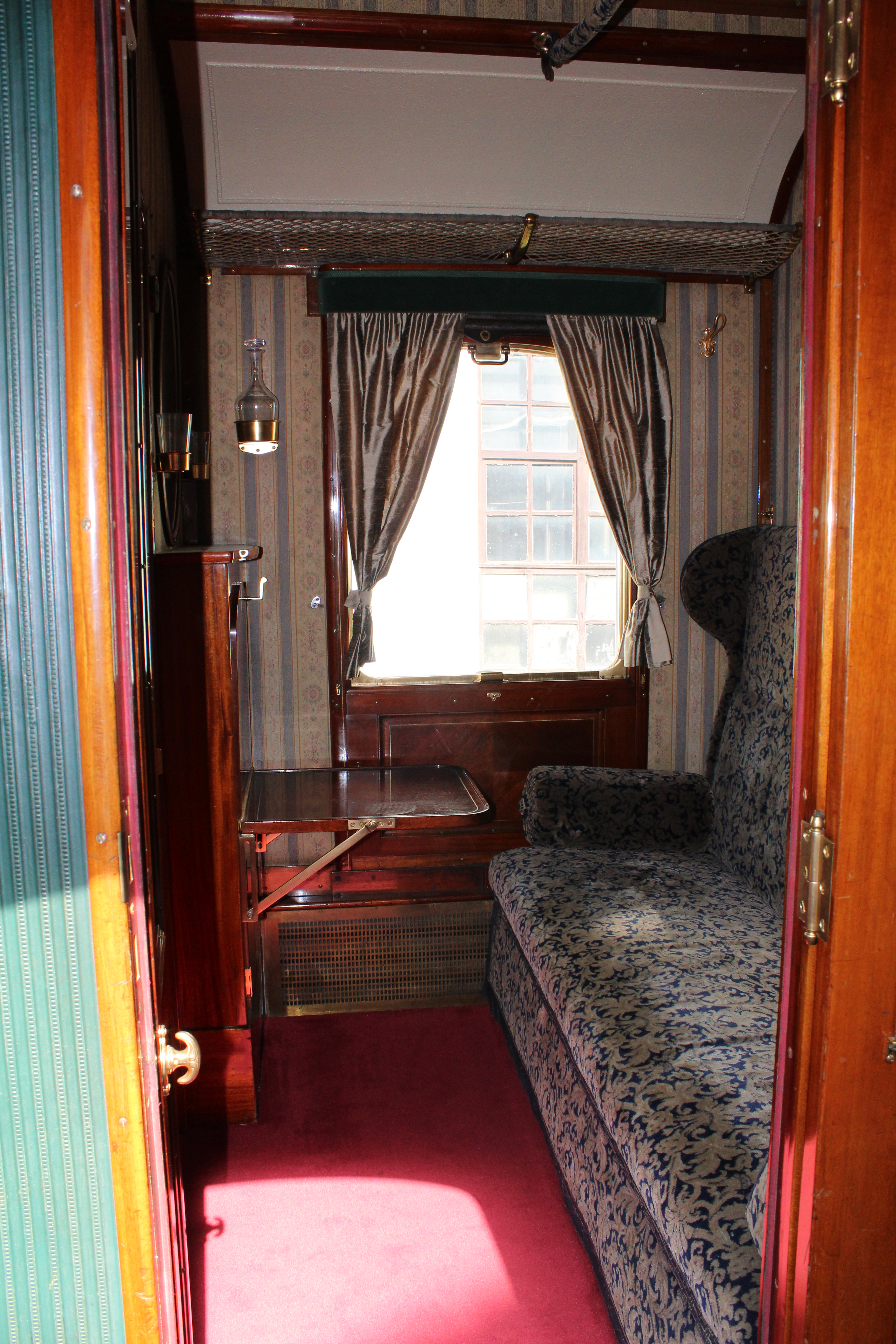
Abteil für die Begleitung
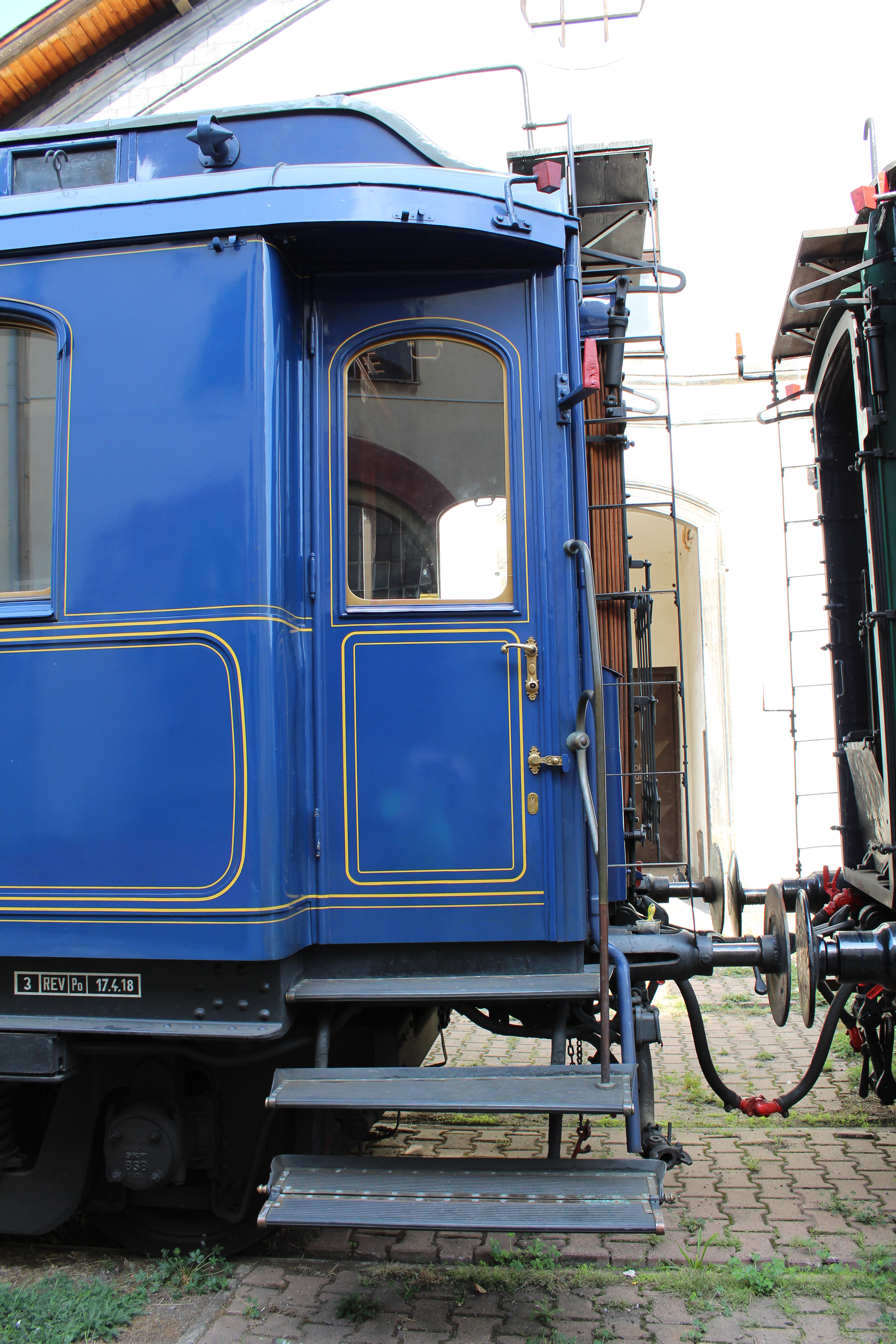
Plattform